# Kuumi
Koordinaten: 58° 23′ N, 22° 12′ O

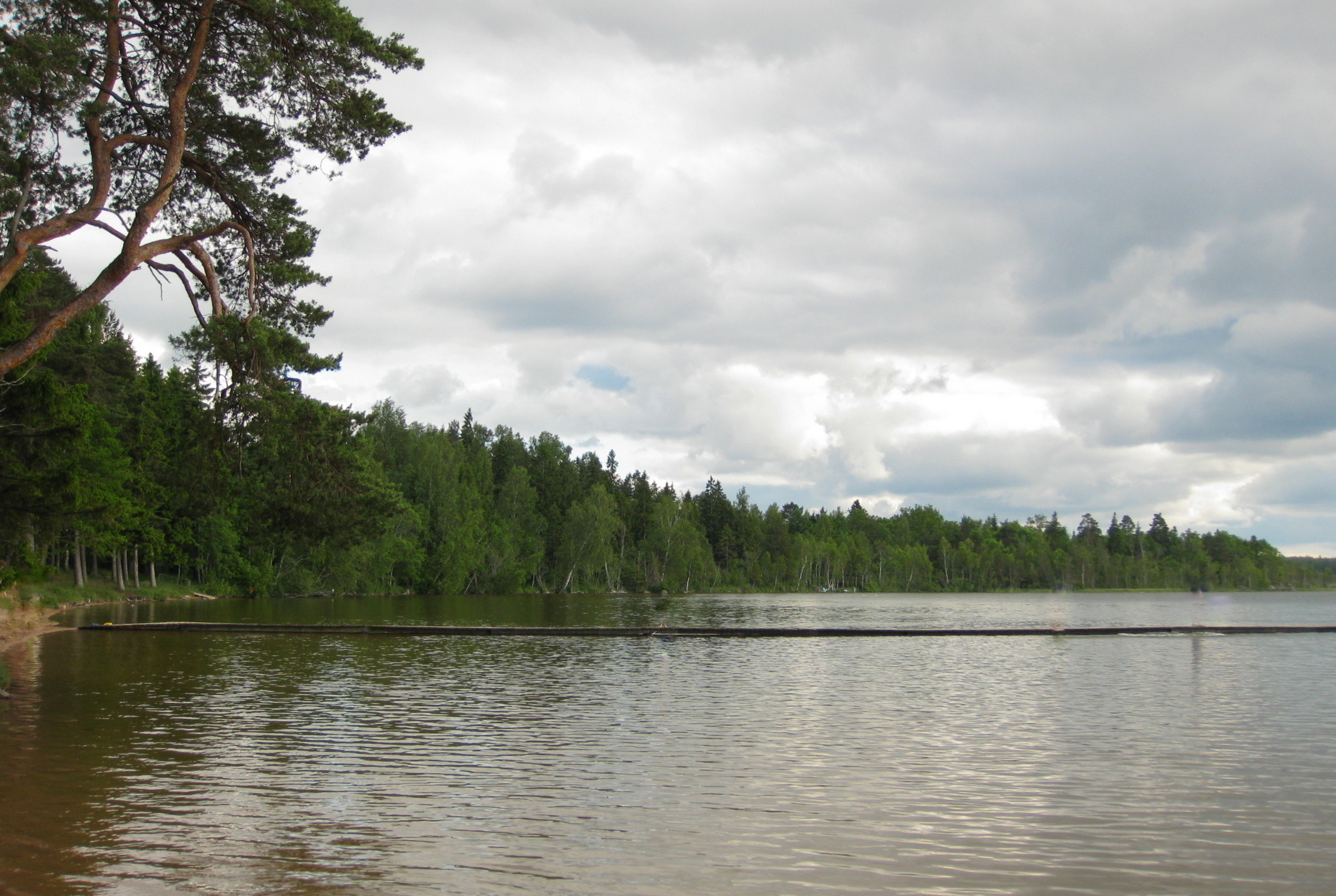
Der See Karujärv

Kuumi ist ein Dorf (estnisch küla) auf der größten estnischen Insel Saaremaa. Es gehört zur Landgemeinde Saaremaa (bis 2017: Landgemeinde Kihelkonna) im Kreis Saare.

## Einwohnerschaft
Das Dorf hat acht Einwohner (Stand 31. Dezember 2011).

## Karujärv
Östlich von Kuumi liegt der beliebte Badesee Karujärv (zu deutsch „Bärensee“) mit seinen sechs Inseln, darunter Linderahu. Er ist 3,3 Quadratkilometer groß. Seine größte Tiefe beträgt 6 Meter.
Um den See und seinen Namen rankt sich folgende Legende:
Sieben Bären haben sich der Legende nach hier so lange gestritten, bis der Großvater, die höchste Himmelsmacht in der estnischen Mythologie, so viel Wasser vom Himmel herunterfallen ließ, daß der Streit beendet werden mußte und an dieser Stelle ein See entstand. Seine sieben Buchten erinnern noch an die Bären, die naß geworden, jeder in eine andere Richtung davonrannten.